# Litchfield (Nebraska)
Litchfield è un comune degli Stati Uniti d'America, situato nello Stato del Nebraska, nella contea di Sherman.